# Halo: Combat Evolved
『ヘイロー』（Halo）は、バンジースタジオによって開発され2002年にマイクロソフトより発売されたHaloシリーズの第一作目となるXbox用ファーストパーソン・シューティングゲームソフト。
略称は公式、非公認問わず『Halo 1』（ヘイロー・ワン）と呼ばれる事が多い。
また、Windows 及び Mac への、いくつかの追加要素を加えた移植版『ヘイロー コンバットエボルヴ』（Halo: Combat Evolved）がそれぞれ2003年と2004年に発売された。移植版の開発はオリジナルの製作元であるバンジースタジオではなく、Windows版をGearbox Software社が、Mac版をMacSoft Games社が行った。
Windows版への移植に伴い、最大16人まで同時に対戦できるネットワークモードが追加された。ただしネットワークを介した協力プレーモードは搭載されておらず、ユーザー製作のマップにも対応していない。また、XBOX版ではDVD規格のディスクにてソフトが供給されていたが、Windows版では特殊な圧縮技術を取り入れる事でCD-ROMでのソフト供給を可能とした。
後にWindows版では製品のCDキーを用いてインストールするネットワーク対戦専用の『Halo Custom Edition』（通称『CE』）が別途インターネットで配布され、ユーザー製作のマップや協力プレーが可能となった。ただし通常の製品版と『CE』ではサーバーの仕様が異なるため、製品版では『CE』用のゲームサーバーには接続できず、『CE』版では製品版のゲームサーバーには接続できない。また、『CE』の発表や配布はあまり大々的に行われていないため、知名度も低い状態である。
この『Halo 1』を完全小説化した『Halo: The Flood』、および『Halo 1』と『Halo 2』を繋ぐ『Halo: First Strike』が出版。日本語版はTOブックスより発売。
2011年11月15日（日本では11月17日）に、本作の発売から10年を記念してのHDリマスター『Halo: Combat Evolved Anniversary』（通称『Halo: Anniversary』、『 Halo: CEA』）が発売された。
制作は343 Industries。Xbox、PC版の質感そのままのオリジナルと、オブジェクトの質感や光源処理がよりリアルに向上したリマスター版の2種類のゲーム画面表示の他にも、Kinectに対応し、データベースのHalo辞典を完備しているなど、追加要素も多く収録している。

## ゲームシステム
基本的なゲームシステムはごく一般的なファーストパーソン・シューティングゲーム（FPS）と大差は無いが、当時のFPSと比べて以下のような特徴がある。
プレイヤーの生命力が「体力+シールド」制度になっている
敵から銃撃を受ける際に最初に減るのは「シールド」であり、シールドがゼロになってはじめて体力にダメージが及ぶようになる。消耗したシールドはしばらくダメージを受けないでいると最大値まで回復するため、ダメージを受けたら一時的に身を隠せば文字通りノーダメージを貫き通すこともできる。ただしシールドはそれほど強固ではなく、多少の集中砲火や強烈な爆風には耐えられず、攻撃によってはそのまま即死となる。
こうした生命力に対する設定は、体力が減ったままで回復することはない物が多いFPSゲームの中でもかなり甘めである。しかしこの生命力に対する二重構造がアクションゲームの不慣れなプレイヤーに対する救済措置や、手慣れたプレイヤーでも戦略性の一つとして機能しているという側面もある。
火器の所持数を二つまでに限定
すでに火器を二つ持っている場合、どちらか片方を捨てないと新しい武器は拾えない。また、同じ種類の火器は一つしか持てない。これも他のFPSでは同時に何種類もの武器を同時携帯するのが一般的だが、二種類の制限によりコントローラーのボタンが少ないゲームでの武器の変更の簡略化と、ただ使いやすいだけのアイテムに固執せず、どの武器を持ち、どのように戦うかという取捨選択を迫る要素となっている。
本シリーズ独特のヘッドショットおよび弱点の概念
通常、家庭用ゲーム機等のFPSでは簡略化されがちな弱点の概念であるが、HALOでは正確に敵の弱点を攻撃しなければ無駄に大量の弾薬を消耗してしまう。人型の対象は主に頭部、大型の鎧を着た敵はその鎧の繋ぎ目を狙うといった具合で、弱点を狙えば一撃で倒せる敵も少なくない。
打撃攻撃が可能
武器の種類に関わらず、近くの敵を打撃で攻撃する事ができる。連打は効かないものの一発あたりの威力は高く、また背後から殴る事でどれだけ相手の体力が残っていても一撃で倒す事ができる。銃声がしないため周囲の敵にも気付かれにくい。本作ではプレイヤーの使用できる接近打撃用武器は存在しない。
地球軍タイプとエイリアン（コヴナント）タイプの火器がある
詳しくは後述するが、地球軍向けの武器はミッションの最初から保持しており、味方が持っていた対応する火器の弾薬や武器そのものを拾う事で上限はあるものの手持ちの弾薬を増やす事ができる。敵対勢力であるコヴナント軍の火器はコヴナントを倒した際に奪うことで使用可能。弾薬も同様に拾って補充することができる。
プレイヤー以外の仲間とも共闘が可能
キャンペーンモードではプレイヤー以外のAI兵士（海兵隊）と共にゲームを進むステージがいくつか存在する。彼らの大半は無敵ではなく、敵やプレイヤーの攻撃で死んでしまう。さらに、Halo 2、Halo 3にも出演する極めて重要な登場人物の一人も他の一般兵士同様に死んでしまうが、なぜかステージが進むと何事もなかったように復活している。

### 登場する武器

#### UNSC（地球軍）の武器
地球軍の武器は一発の破壊力が高いが、物理的な攻撃に対して高い緩和能力を持つエネルギーシールドを持つコヴナントに対して効果が薄く、常に劣勢を強いられる原因となっている。同種の銃器か対応する弾薬を拾うことで手持ちの弾薬を増やせる。大半の武器は、発砲とほぼ同時に着弾するため使い勝手が良い。また、ほとんどの銃器は発砲ボタンを押しっぱなしにする事で連射モードになるが、連射モードよりも一発ごとにボタンを押しなおした方が命中精度が高くなる。
M6D ハンドガン（M6D Pistol, M6D Personal Defense Weapon System）
UNSC全体の基本兵装。スコープを使用することで、遠距離を精密射撃できる。威力・連射力はそこそこで、前述のスコープを併用することであらゆる距離に対応する応用力を持つ。キャンペーンモードでは敵の頭部(エリートの場合は敵のシールドをダウンさせたうえで)に命中させると一発で倒せる。特に高難易度でこの技術が重要になってくる。また、ハンターの腹部に当てる事が出来れば、数発で倒す事ができる。対戦モードでも強力で、ハンドガンの弾を頭部に二発命中させるとシールドをゼロにする事が出来、シールドが無い状態でさらにもう一発頭部に銃弾を撃ち込むと一撃で殺傷する事が出来る。技術力が高ければ事実上の最強武器となる。装弾数12、予備弾数120。
MA5B アサルトライフル（MA5B Assault Rifle, MA5B Individual Combat Weapon System）
UNSC全体の基本兵装。一発の威力は低いが高い連射能力を持つ。弾のばらつきが激しいため距離が遠くなるほど威力が低くなりがちだが、接近して発砲すればダメージ効率が高くなる。装弾数60、予備弾数600。
M90 ショットガン（M90 Shotgun, M90 Close Assault Weapon System）
連射はできないが一度に多数の弾薬を発砲する。散弾一発の威力はアサルトライフル並みの威力しかないが、同時に大量に発射するため、密着状態で命中させるとほとんどの相手を一撃で殺傷できる。なおフラッドに対して絶大な威力を誇るため、後半で重宝する。装弾数12、予備弾数60。
S2 AM スナイパーライフル（SRS99C-S2 AM Sniper Rifle, Sniper Rifle System 99C-S2 Anti-Matériel）
シールド着用のコヴナントでさえ数発で殺傷できる強力な対物狙撃ライフル。高い貫通力を持ち、一発で複数の敵を撃ち抜ける。可変倍率（2x、8x）のスコープ付きで、スコープには暗視装置も搭載。しかし、発砲後に弾丸の軌跡がしばらく残ってしまうため、居場所がばれてしまう最大の弱点がある。近接攻撃も動作が遅いため、一定距離を保つほうがいい。装弾数4、予備弾数24（ステージ3開始時のみ予備弾64所持）。
M19 SSM ロケットランチャー（M19 SSM Rocket Launcher, M19 Surface-to-Surface Missile）
二連発式のロケットランチャー。爆風の範囲が広く、きれいに命中させなくても壁や床に当てることで大半の敵を一撃で倒すことができる上、直撃すればバンシーやファントム（戦車）をも容易に破壊できる。ただし、自らも爆風に巻き込まれる危険があるので近接戦では使用できない。弾の速度は早くないので、回避は容易。説明書では可変倍率スコープ付きとされているが、実際には２倍率固定となっている。装弾数2、予備弾数8。
M41 LAAG - 軽対空機関銃（M41 Light Anti-Aircraft Gun）
車両「ワートホグ」に備え付けられた機関銃。一撃の威力が高く、凄まじい連射力を持つ。弾薬は無限で、リロードもないが、精度が荒いため、遠距離での扱いには不利である。
ロケットランチャーワートホグ
Windows版マルチプレイヤーモードにのみ登場する黒色のワートホグ。扱いは難しいが、無制限にロケットランチャーを発射する事ができる。三発ごとにリロードの必要がある。
火炎放射器
Windows版のマルチプレイヤーモードにのみ出現。飛距離は短いが、非常に威力の高い火炎を放射することで一瞬で範囲内の敵に大ダメージを与える事が出来る。火炎は少々の間残るので、牽制と目くらましの効果も狙う事が出来る。
M9 HE-DP グレネード（M9 High-Explosive Dual-Purpose grenade）
地球軍が使う一般的な手榴弾。時限式ではなく、地面に落ちて安定した後に爆発する仕組み。

#### コヴナントの武器
コヴナントの武器は生身の相手に対して高い威力は期待できないが、コヴナントの兵士が使うエネルギーシールドに対しては高い攻撃力を持つ。原則的に弾薬がバッテリー式で、落ちている同種の武器からエネルギーを回復させることはできず、エネルギーが無くなったら、落ちている物と交換することしかできない。また、発砲から着弾まで時間がかかるため、扱いが難しい。フラッドに対しては威力が劣るため、オススメは出来ないが、センチネルに対しては効果が高く最終面で重宝する。
プラズマガン（Plasma Pistol, Type-25 Directed Energy Pistol）
セミオートのエネルギーハンドガン。若干の追尾性能を持つチャージショットを放てる。フルチャージを命中させると、シールドを着用したコヴナントのシールドを一撃ではがす事が出来る。また、接近戦を行うジャッカルがもつビームシールドを破壊する事が可能。フルチャージショットを発射するか過剰に連射すると一時的にオーバーヒートしてしまう。前述のように、エネルギーシールドに対して高い効果を期待できるが、シールドを破壊した後や、元から生身の相手には威力が減少する、
プラズマライフル（Plasma Rifle, Type-25 Directed Energy Rifle）
アサルトライフルに相当する、連射力の高いエネルギー銃。プラズマガンとは異なり、瞬間な破壊力は期待できないが、うまく利用できれば短時間にエネルギーシールドを破壊する事ができる。
ニードラー（Needler, Type-33 Guided Munitions Launcher）
紫色のニードルを発射する。敵を追尾し、7発同時に刺さると爆発して大ダメージになる。コヴナントの武器の中で唯一、バッテリー式ではなくカートリッジ式の武器。弾が反射するので、弾幕を張ることも出来る。装弾数20、予備弾数80。
燃料ロッドガン（Fuel Rod Gun, Type-33 Light Anti-Armor Weapon）
エネルギー式のロケットランチャー。弧を描いて飛ぶ。XBOX版では一部のコヴナント専用の武器だったが、Windows版のマルチプレイヤーで使用可能になった。連射するとオーバーヒートしてしばらく発砲不能になる。
プラズマグレネード（Plasma Grenade, Type-1 Antipersonnel Grenade）
青い球状の爆弾。敵や乗り物にくっつけることができ、プレイヤーも含めたほとんどの対象を一撃で殺傷できる。使用時は青い光を発し続け、爆発までに時間がかかり、範囲もさほど広くない。

### 車両・戦闘兵器等
ゲーム中にプレイヤーが操作可能な物。いずれも操縦席部に乗っているパイロットを攻撃すれば大きなダメージを与えられるが、素早く動くためそれ以外の箇所に命中するとあまり大きなダメージは期待できない。しかしエイリアンの持つプラズマ系の武器を使えば正確に運転者を狙わずとも適当な場所に命中させてエネルギーシールドに対して大きな効力を発揮させることが可能である。
また、キャンペーンモードではコヴナント側の乗り物に耐久力が設定されており、攻撃を受けるごとに破損して最終的には乗組員を巻き込んで爆発してしまうが、マルチプレイヤーモードでは乗り物が破壊されることは無い。加えて、敵が乗っている乗物にしがみ付いて奪い取るシステムは『Halo 2』以降に追加されたものであるため、乗物に乗っている相手を近接格闘だけで倒すことは不可能である。
ワートホグ（Warthog, M12 Force Application Vehicle）
地球軍の基本的な車両。後部に三砲身のガトリング型の機関銃が付いており、最大3人まで搭乗できる。四輪駆動の四輪操舵により、見た目以上の高い加速性と、小回りを持つ。キャンペーンモードでは銃座や助手席にNPCが乗り込むことで自動的に攻撃してくれるが、運転はしてくれない。相手を轢き殺すという使い方もできるが、意外と癖が強く、転倒しやすい。銃座にはプレイヤーが乗り込む事もできるので、移動式の砲台としても利用できる。また、Windows版のマルチモードではロケットランチャーを装備した別型を操縦する事ができる。
耐久力の概念は無くワートホグ自体が破壊される事は無いが、車体に対してのダメージは（ある程度軽減されるが）直接搭乗者へと伝わる。
スコーピオン（Scorpion, M808B Main Battle Tank）
地球軍の持つ強力な戦車。ほとんどの敵を一撃で倒す主砲と、近づく敵に対して攻撃する機関銃を備え、絶大な攻撃力を持つ。また、仲間をキャタピラ上部に（前後左右4人まで）乗せることで周囲に攻撃してくれる（操縦席へのダメージも緩和できる）。非常に強力な反面、小回りが利かず、操縦席をピンポイントで射撃されると脆い。
ゴースト（Ghost, Type-32 Rapid Assault Vehicle）
バイクのような、コヴナントの一人乗り兵器。浮いているが高度を上げる事はできず、あくまで地上用である。先端に二つのプラズマキャノンを装備している。非常に素早く小回りが利くが、操縦席が無防備。ワートホグと異なり耐久力の概念があり、破壊されると乗員も死んでしまう。
バンシー（Banshee, Type-26 Ground Support Aircraft）
コヴナントの飛行戦闘機。二つのプラズマキャノンに燃料ロッドガンを装備しているが、ロッドガンは連射が利かない。あまり速くは飛べないが、非常に小回りが利き、上空からの連続射撃の他にも直接体当たりによる攻撃など、その戦法は多岐にわたる。一方でかなり大型の乗り物のためダメージを受けやすく、機体自体の耐久力もゴーストより脆いため破壊されやすい。
XBOX版ではキャンペーン専用の乗り物だが、Windows版ではマルチプレイヤーでも利用可能。
ガンプラント（Shade Turret, Type-29 Anti-Infantry Stationary Gun）
コヴナントの固定式銃座。移動はできず、連射性能もあまり良くはないが同時に三発の高威力エネルギー弾を連射できる。ドッシリとした見た目と反して意外と軽いらしく、爆風ですぐに吹き飛ぶ。
銃手はもっぱらグラント（小型のコヴナント）だが、エリート（シールドを着用したコヴナント）が使用する事もある。
ワートホグ同様に耐久力の概念が無いので破壊する事は出来ない。
ペリカン（Pelican, Dropship 77-Troop Carrier）
地球軍の輸送用戦闘機。これ自体に攻撃力は持たないが、10＋1名が乗り込んで移動することが可能。劇中ではワートホグやスコーピオンも輸送してきた。ゲームデータの改変を行わない限り乗り込むことはできない。
ファントム（Wraith, Type-26 Assault Gun Carriage）
コヴナント軍の戦車。エリートが使用する。巨大なエネルギー迫撃砲を発射してくるが、弾速が非常に遅いため命中精度は高くない。『Halo 2』からはレイスという名前で登場する（内部データ上の名称は『Halo 2』同様のレイスではある）。なお『Halo 2』からはファントムという名前はコヴナント兵の降下艇の通称として使用。
ゲームデータの改変を行わない限り乗り込むことはできない。
スピリット（Spirit, Type-25 Troop Carrier）
コヴナント軍の輸送機。側面のデッキから歩兵部隊を降ろしてくる。定員は10＋1名。下部にはガンプラントと同様の三連プラズマ砲を装備している。ゲームデータの改変を行わない限り乗り込むことはできない。

### アイテム類
レッドオーブ
エネルギーシールドの容量が300%にアップする。ただし、上乗せ分は回復しない
また、マルチプレイヤーモードでは上乗せ分が徐々に減って行く。
ブルーオーブ
一定時間、体が透明になり敵に認識されなくなる。
Xbox版ではガラスのように光沢感と屈折のある透明になるが、Windows版では表現が変更になっており、Geforce系グラフィックボードでは単純に半透明になり、Radeon系のグラフィックボードを搭載したパソコンではXbox版と同等の表現になる。
ライフパック
白い箱に赤いマークが付けられている。
取得すると体力が完全回復するが、一定時間画面全体が真っ白になってしまうため大きな隙も発生する。

### そのほか
ピラー・オブ・オータム（UNSC Pillar of Autumn, Halcyon-class light cruiser）
戦艦オータムのこと。日本語版では「オータム」としか呼称されなかった。ゲーム冒頭のムービーで船首がアップされる際、はっきりと艦名を読み取ることが出来る。
船首にはコイルキャノンの一種である「マック（Magnetic Accelerator Cannonの略）・ガン」（劇中ではたんに「キャノン砲」）を装備し、要所要所にはポイント ディフェンス ガンやアーチャー・ミサイル（Archer missile）発射ポッドを備える戦闘艦である。火器管制官は日系のアキ・ヒカワ中尉（『Halo: The Fall of Reach』と『Halo: The Flood』に登場）。
他のUNSC艦船同様、スリップスペース用のショウ・フジカワ光速エンジン（Shaw-Fujikawa Translight Engine）を搭載している。なお、説明書によると オータムは地球軍の中でも最も小型の駆逐艦と表記されていたが、実際のところは「ハルシオン級巡洋艦」だとのこと。
ピラー・オブ・オータムを日本語に直訳すると、「秋の柱」となる。
ロングソード戦闘機（Longsword, GA-TL1 Longsword-class Interceptor）
戦艦オータムに搭載されている複座型戦闘機。ゲーム冒頭のムービーでは、数機がオータムに随伴して飛行している。
宇宙空間、大気圏内のどちらでも運用が可能。

## ストーリー
詳細は小説版『Halo: The Flood』（日本語版あり）で語られている。

### コヴナント戦争の勃発
2552年、人口の爆発的増加により地球には人類が住める場所すらなくなっていた。そんな矢先、光速移動が実現し地球人は本格的な宇宙開発に乗り出すことになり、科学研究と軍事開発に重点を置いた「惑星リーチ」と大型宇宙船の建造を主な業務とした「ヤード」を中心に、人類の手はより幅広く外へと伸び始めていた。
しかし32年前、植民星「ハーベスト」が他星との連絡を絶った。戻ってきたのは激しい戦闘の爪跡が残る宇宙船が一隻のみ。惑星ハーベストは未知の複数種族からなる軍勢の襲撃で、壊滅していたのである。敵の名は「コヴナント」。それは人類史上初めての、他の知的生命体との遭遇でもあった。
コヴナントは人類を「神を冒涜するもの」だとして一方的に攻撃を開始、科学力の差から人類は多数の植民星を壊滅させられてしまう。事態を重く見た政府は人類の本拠地である地球の場所を特定されないために、不用意に船舶を地球に近づけることを禁止する「コール条約」を制定した。
その頃、惑星リーチでは対コヴナントの極秘部隊「スパルタン-II」が開発・編成されていた。敵であるコヴナントの技術「エネルギーシールド」を盛り込んだ特殊スーツで身を包み、強力な戦闘能力を持つ特殊兵士である。彼らはコヴナントに対して絶大な力を発揮したが、それでも敵軍に対しては多勢に無勢であり大きな損害を被ってしまう。
大きな勝利と莫大な損害を被って惑星リーチに帰還したスパルタン部隊であったが、コヴナントが惑星リーチへ向かっているとの報を受け迎撃に出発、しかし結局生き残ったのは敏腕艦長で知られるキース率いる戦艦「オータム」と、それに乗り合わせた一人のスパルタン-II、通称「マスター・チーフ」のみとなってしまった。窮地に陥ったオータムだが、少しでも地球から敵艦隊を遠ざけようと自ら囮となり、行き先不明の地点へとワープを開始する。

### ヘイローへの不時着と探索
オータムがワープから出たその瞬間、目の前に謎の巨大なリング状惑星が姿を現した。敵の執拗な攻撃に沈没寸前だったオータムは乗組員に退避を発令、リングへの上陸に活路を求める。急遽コールドスリープから目覚めさせられたマスター・チーフに対し、キース艦長はオータムのAIである「コルタナ」の死守を命じた。コルタナは高度な知性と戦艦の運用機能を持つだけにとどまらず、地球の位置を含むあらゆる情報を有しており、彼女がコヴナントに奪われることは地球の滅亡を意味しているのだ。それは同時にマスター・チーフもまた己の生命を死守せねばならない事を意味していた。いまや地球の命運は事実上、マスター・チーフとコルタナの手に委ねられていたのである。
かくしてマスター・チーフはコルタナを自らのスーツ内に移し、脱出艇で環状惑星ヘイローに不時着する。
広大なヘイローの大地には、既にコヴナントの姿があった。チーフは捕虜となったキース艦長を救出するため、生き残りの海兵隊を集めてコヴナント艦を強襲する。助け出した艦長の情報により、ヘイローが古代種族「フォアランナー」の建造した強力な兵器だと知ったチーフたちは、コヴナントに先立ちこれの奪取を計画。コントロールセンターへと向かう地図を手に入れるため、マップルームのある島に総攻撃をかける。
マップルームの制圧に成功し、コントロールセンターに向かうチーフ達。リングの気候制御が効いていないのか、雪の中にそびえるピラミッド状建築物の頂上にそれはあった。既にコヴナント軍が全面展開していたものの、チーフは海兵隊の生き残りと協力してコントロールセンター内へ侵入、コルタナをヘイローのネットワークにつなぐことに成功する。しかし、そこでコルタナが得た情報は恐るべきものだった。艦長を止めろというコルタナの声に従い、彼女をネットワークに残したまま艦長の元に向かうチーフ。ジャングルの奥にあるフォアランナーの遺跡に潜入し艦長らの足取りを追うが、そこで見つけた海兵隊員の残したビデオログに写されていたのは、寄生生物「フラッド」に次々と襲われる艦長や海兵隊員達だった。知的生命をホストにして増殖するフラッドは、人間もコヴナントも見境無く襲う。三つ巴の戦いとなったジャングル内の遺跡から脱出するチーフだが、そこに突如現れたのが、ヘイロー管理ユニットである人工知能「343ギルティスパーク」だった。

### 真実と終章
ヘイロー管理システムを名乗るそれは、フラッドの拡散を止める為にはヘイローの起動が必要だと語る。その言葉に従いヘイロー起動の鍵となるインデックスを手に入れるチーフだが、起動直前、コントロールセンターで待機していたコルタナが制止をかける。ヘイローの機能はフラッドの繁殖を抑制する事、すなわち、フラッドのホストとなる知的生命体を銀河全体から消滅させる事だった。悪びれもせずその事実を認めるギルティスパークは、ヘイローの破壊を決意するチーフらに対する攻撃を開始する。巨大なヘイローを破壊する方法はただ一つ、戦艦オータムの核融合炉を爆発させる事。コヴナントとフラッドが入り乱れる戦場を駆け抜け、時間稼ぎのためにパルスジェネレーターを破壊するチーフ。時間的余裕を稼いだチーフは、キース艦長からオータム核融合炉起動のキーとなるインプラントチップを手に入れるため、墜落したコヴナント艦を捜索する。しかし、艦長は既にフラッドの餌食となっていた。断腸の思いで元艦長だった"それ"を打ち倒したチーフは、不時着した戦艦オータムに突入する。
人類とコヴナント、そしてヘイロー管理防衛システムはフラッドを巡って4つ巴の戦いを続けていたが、その目的は同じだった。全ての知的生命体の敵であるフラッドの拡散防止。それはヘイローの破壊という方法を持って達成された。オータム核融合炉を基点として爆発が広がり、その形を失うヘイロー。崩壊するリングを間一髪で脱出したチーフとコルタナだったがその周辺に生命反応は無かった。犠牲はあまりにも大きかったが、フラッドの増殖は止み、ヘイローの起動による知的生命体の全滅は免れた。

## キャンペーンモード

### ステージ一覧
1. オータムからの脱出（The Pillar of Autumn）
2. 知られざる大地（Halo）
3. 捕われた艦長（The Truth and Reconciliation）
4. カートグラファー（The Silent Cartographer）
5. コントロールセンター（Assault on the Control Room）
6. 第2の敵（343 Guilty Spark）
7. インデックスの秘密（The Library）
8. HALOの防御システム（Two Betrayals）
9. 艦長の奪還（Keyes）
10. HALOの最後（The Maw）

（全10ステージ）

### 難易度設定
ビギナー（Easy）、ノーマル（Normal）、アドバンス（Heroic）、レジェンド（Legendary）の4段階。高難易度になるにつれ、以下のような違いが生じる。
- 敵の発砲頻度が上がる。
- 攻撃に対して、敵が回避行動をとる事が多くなる。
- 敵がロケットランチャーやロッドガンといった高威力の武器を使う事が多くなる。
- 敵の数と耐久力が全般的に高くなる（フラッドはさほど変わらない）。
- 敵の部隊に、より高位の敵が含まれている事が多くなる。
- 味方海兵隊員の数と体力が低下する。
- 自分の体力が下がる。

### 主な登場人物
マスターチーフ（Master Chief Petty Officer SPARTAN-117, John）
本作の主人公であり、惑星リーチにおける戦闘で壊滅したとされる「SPARTAN-II 機甲部隊」の生き残りである。正式な名前は"SPARTAN-117 John"であるが、作中ではUNSC海軍における彼の階級である"Master Chief Petty Officer"にちなみ「マスターチーフ」、あるいは単に「チーフ」と呼ばれている。
コルタナ（Cortana）
戦艦オータムのAIであり、『コール議定書』の発動に従いマスターチーフと共にオータムより脱出することになる。ゲーム中の多くの場面において、コルタナはマスターチーフの神経回路に直接接続して様々な情報をプレイヤーに教えてくれる。他のAIと違いコルタナのみハルゼイ博士のクローン脳をもとに造られ、寿命については他のスマートAI同様7年といわれている（『Halo: The Fall of Reach』より）。
ジェイコブ・キース艦長（Captain Jacob Keyes）
戦艦オータムの艦長。かつて、後のマスターチーフをSPARTANプロジェクトの候補者に選定した人物でもある。
ジョンソン軍曹（Sergent Johnson）
ゲーム中におけるUNSC海兵隊の実質的な指揮官。ゲーム中で彼の名前は判明しない。普通に遊んでいれば、第一レベルから第三レベルの間に必ず戦死するのだが、ステージが進むと何事もなかったかのように復活する。それどころか、難度レジェンド（最高難度）でゲームクリアすると彼の最後を見られるが、『Halo 2』、『Halo 3』では何故か主役級として再登場している。
フォーハマー（Foe Hammer）
輸送部隊のパイロット。コードネーム"Echo 419"のペリカンを駆って、チーフ達をサポートする。
ギルティ・スパーク（343 Guilty Spark）
本作の舞台となる環状惑星Haloを管理しているAI。作中、国連宇宙軍内では「モニター」と呼ばれている。

### 敵対勢力
本作に登場する敵は3つの勢力に分類される。

#### コヴナント
コヴナント（The Covenant /"契約者"の意）は、宗教的に結びついたさまざまな種族の異星人により構成される同盟である。本作では完全日本語吹き替えであるが、コヴナント側はオリジナル版のまま英語、もしくは理解不能の言語で喋っている。なお、続編である『Halo 2』、『Halo 3』では演出の都合上、コヴナントにも日本語の吹き替えが施されている。
なぜ、地球外生命体である彼らが人類の言語を理解しているのかは不明だが、小説版ではUNSC（つまり味方側）がコヴナントの言語を翻訳するソフトウェアを使用している。
加えて、劇中ではコルタナがコヴナントのコンピュータをハッキングして情報を閲覧している発言が見られ、技術水準は人類と同等、もしくは高水準ではあるものの、多少なりとも似通った、ある程度の互換性すらも感じられる物が使われているようである。
グラント（Grunts）
ガスマスクをつけた一番小柄のコヴナント。攻撃を受けたり上級レベルのコヴナントが殺害されるとわたわたと逃げ回る。グラント（Grunt）とは歩兵を指すスラングである。
ジャッカル（Jackals）
ビームシールドを装着したコヴナント。小柄で頭頂部にとさかが生えており、その容姿は鳥のようにも見える。例外なくビームシールドを装備しており、地球軍の武器による攻撃の影響を殆ど受けない。ただしグレネードなどで攻撃したり、素早く接近して殴ったり、コヴナント側の銃器には非常に弱い。
エリート（Elites）
全身を特殊エネルギーシールドで防護したコヴナントの中でも上位に位置する。エリートにも階級が存在するようで、上位のものになると全身が半透明化する特殊装備や強力なエナジーソードを装着している者もいる。いずれも俊敏で力強く勇敢だが、頭部への攻撃には脆い。
ハンター（Hunters）
強靭な防具で身を包んだ巨大な体格のコヴナント。非常に強力な攻撃を持っており、正面からの攻撃はほとんど効果がない。しかし全身防護するのにはそれなりに理由があり、関節などのむき出しになっている部分に銃撃を受けると非常にもろい。また、防具を装着していない状態ではまるで軟体動物のような姿であるという。
エンジニア（Engineers）
その名の通り、機械のメンテナンスが彼らの存在意義である。本来フォアランナーによって施設管理の為に生み出された生物だがコヴナントと遭遇後に取り込まれた。しかし人間に対し敵意は無く、小説版では戦闘中に故障したマスターチーフの武器を自発的に修理して返し、マスターチーフを助けた（ただしこの行動は人間に味方をするためではなく、目の前にある壊れたものを直そうとしただけである）。体内でメタンを生成し宙に浮く。製品版では削除された敵だがデータは残されているためWindows版でデータ改変によって出現可能。

#### フラッド
フラッド（The Flood）は、本作の第二の敵対勢力となる寄生生物である。フラッドは、その形態に応じて3つのタイプに分類される。
素体（Infection Form）
胞子状の形態をしており、非常に脆い。様々な環境への適応と絶大な生命力、凄まじい繁殖能力と相まって、フラッドの開放は銀河系の全生物滅亡に等しい事態であるとされている。
寄生体（Combat Form）
素体が人間またはコヴナントの神経系に寄生した形態であり、地球軍、またはコヴナントの武器を携帯しているフラッド種の基本タイプ。生きている個体だけではなく、すでに死んでいる者に取り付いて蘇生しているような表現も見られる。非常に動きが素早く、打撃が強力だが、肉体が痛んでいるためか、弾丸を使用した兵器などの物理的な攻撃には非常に脆い。
キャリア（Carrier Form）
寄生体を膨張させたような形態をしており、素体の培養器の役割を果たしている。衝撃を与えると、素体を撒き散らしながら破裂する。爆風は強烈で、周囲に複数キャリアがいる場合は連鎖して爆発する。

#### HALO防御システム
ギルティ・スパークが操るHaloの防御システムの一部。太古の昔、遙かに知能が高かったとされるフォアランナーによって生み出され、フラッドを開放しないよう命じられている。
センチネル（Sentinels）
光学兵器を搭載しており、ほんの数秒放射するだけでもフラッドに対して高い攻撃力を有する。序盤はチーフと共闘してフラッドを撃退することになるが、ストーリーが進むと敵対関係となり、襲ってくる。
以上の敵対勢力に対して、プレイヤーはUNSC海兵隊と協力しながら四つ巴の戦闘を繰り広げることになる。

## マルチプレイヤーモード
Xbox版のマルチプレイヤーモードは、Xbox Liveによるオンラインプレイには未対応であり、スプリット・スクリーンでは4人、システムリンクを利用すれば16人までの対戦が可能となっている。一方、Windows版とMac版ではオンラインでのマルチプレイヤーモードに対応している。

### 対戦マップ一覧
- Battle Creek
- Sidewinder
- Damnation
- Rat Race
- Prisoner
- Hang 'Em High
- Chill Out
- Derelict
- Boarding Action
- Chiron TL 34
- Blood Gulch
- Wizard
- Longest

さらに、Windows/Mac版には下記のマップもある。
- Death Island
- Danger Canyon
- Infinity
- Timberland
- Ice Fields
- Gephyrophobia

## 音楽
『Halo』のストーリーはSFそのものであるが、ゲーム中の楽曲に用いられた楽器はシンセサイザー等の電子楽器よりも古楽器や打楽器などオーケストラ系の楽曲が目立つ。また、メインテーマは男性のみのコーラスによって歌われているのも特徴的である。

### 楽曲一覧
以下、サウンドトラックに収録された楽曲と簡単な解説を表記する。
一部、en:Halo Original Soundtrackからの抜粋。
- 01 "Opening Suite" （オープニング・スイート）
  - タイトルどおり冒頭で使用される楽曲。
- 02 "Truth and Reconciliation Suite" （トゥルース・アンド・リコンシリエーション）
  - クライマックスで流れる楽曲。『Halo 3』でも「Halo Finale」としてリメイクされる。
- 03 "Brothers in Arms" （ブラザー・イン・アームズ）
  - 主に序盤に流れる楽曲で、『Halo 3』にも引き継がれる。
- 04 "Enough Dead Heroes"
  - 主に序盤、最初のレベルで使用される。
- 05 "Perilous Journey"
- 06 "A Walk in the Woods"
- 07 "Ambient Wonder"
- 08 "The Gun Pointed at the Head of the Universe"
- 09 "Trace Amounts"
- 10 "Under Cover of Night"
- 11 "What Once was Lost"
- 12 "Lament for Pvt. Jenkins" （ジェンキンス兵卒）
  - タイトルどおりジェンキンス兵卒のビデオメモリにて。
- 13 "Devils... Monsters..."
- 14 "Covenant Dance" （コヴナント・ダンス）
- 15 "Alien Corridors"
- 16 "Rock Anthem for Saving the World"
  - 世界を救うロック賛美歌というタイトルどおり、ロックとコーラスで構成されている。
- 17 "The Maw"
- 18 "Drumrun"
- 19 "On a Pale Horse"
- 20 "Perchance to Dream"
- 21 "Library Suite"
- 22"The Long Run" （ザ・ロング・ラン）
- 23 "Suite Autumn"
- 24 "Shadows" （シャドウズ）
- 25 "Dust and Echoes" （ダスト・アンド・エコーズ）
  - エピローグで流れる楽曲。
- 26 "Halo" （ヘイロー）
  - メインテーマ。

## 主な受賞歴・記録など
- 2002 ゲーム・デベロッパーズ・チョイス・アワード
  - Excellence in Audio
- 5th Annual Interactive Achivement Awards
  - Game of the Year
  - Console Game of the Year
  - Console Action / Adventure Game of the Year
  - Visual Engineering
- 2002 BAFTA Interactive Entertainment Awards
  - Best Console Game
  - Best Multiplayer Game
- 2000 Game Critics Awards
  - Best Action Game
- 2002-2003 CESA Game Awards
  - 優秀賞

など、約50もの賞を受賞している。